# Igoud H'aredi
Igoud H'aredi est une communauté juive orthodoxe haredi dirigée par le rabbin Joseph Frankforter, au  35 rue Miguel-Hidalgo (19e arrondissement de Paris). Elle inclut une école juive, une surveillance des produits casher, des cours, des conférences.

## Histoire
Igoud H'aredi est une communauté juive orthodoxe haredi dirigée par le rabbin Joseph Frankforter, ancien élève de la Yechiva d'Aix-les-Bains et du Séminaire israélite de France. Il a été professeur de Talmud à l'École Yabné (Paris), rabbin à Lyon, et rabbin de la synagogue Adas Yereim (Paris).

## Institutions
- Gan Fanny Munk[1],[2].
- École juive élémentaire Igoud H'aredi : 120  élèves[3],[4],[5],[6]
- Cacherout de l'Igoud H'aredi[7]
- Daf Yomi par le rabbin Théo Cahen[8]